# Podoscypha
Podoscypha is een geslacht in de familie Meruliaceae. De typesoort is Podoscypha surinamensis. Later is deze soort hernoemd naar Podoscypha nitidula.

## Soorten
Volgens Index Fungorum telt het geslacht 43 soorten (peildatum juli 2023):
| Soortnaam                     | Auteur(s)                       | Publicatiejaar |
| ----------------------------- | ------------------------------- | -------------- |
| Podoscypha aculeata           | (Berk. & M.A. Curtis) Boidin    | 1959           |
| Podoscypha bolleana           | (Mont.) Boidin                  | 1960           |
| Podoscypha brasiliensis       | D.A. Reid                       | 1965           |
| Podoscypha bubalina           | D.A. Reid                       | 1965           |
| Podoscypha caespitosa         | (Burt) Boidin                   | 1959           |
| Podoscypha chlamydospora      | Ryvarden                        | 2023           |
| Podoscypha corbiformis        | (Fr.) D.A. Reid                 | 1965           |
| Podoscypha corneri            | D.A. Reid                       | 1965           |
| Podoscypha crenata            | (Lév.) Pat.                     | 1900           |
| Podoscypha cristata           | (Berk. & M.A. Curtis) D.A. Reid | 1965           |
| Podoscypha curta              | (Fr.) Ryvarden                  | 2020           |
| Podoscypha disseminata        | Douanla-Meli                    | 2004           |
| Podoscypha elegans            | (G. Mey.) Pat.                  | 1900           |
| Podoscypha fulvonitens        | (Berk.) D.A. Reid               | 1965           |
| Podoscypha gillesii           | Boidin & Lanq.                  | 1973           |
| Podoscypha glabrescens        | (Berk. & M.A. Curtis) Boidin    | 1959           |
| Podoscypha involuta           | (Klotzsch ex Fr.) Imazeki       | 1952           |
| Podoscypha macrorhiza         | (Lév.) Pat.                     | 1900           |
| Podoscypha mellissii          | (Berk. ex Sacc.) Bres.          | 1928           |
| Podoscypha moelleri           | (Bres. & Henn.) D.A. Reid       | 1965           |
| Podoscypha moselei            | (Berk.) D.A. Reid               | 1965           |
| Podoscypha multizonata        | (Berk. & Broome) Pat.           | 1928           |
| Podoscypha nitidula           | (Berk.) Pat.                    | 1903           |
| Podoscypha nuda               | Boidin                          | 1966           |
| Podoscypha obliquula          | (S. Ito & S. Imai) S. Ito       | 1955           |
| Podoscypha ovalispora         | D.A. Reid                       | 1965           |
| Podoscypha parvula            | (Lloyd) D.A. Reid               | 1965           |
| Podoscypha petalodes          | (Berk.) Boidin                  | 1959           |
| Podoscypha philippinensis     | D.A. Reid                       | 1965           |
| Podoscypha poilanei           | Pat.                            | 1928           |
| Podoscypha pusilla            | (Berk.) Ryvarden                | 2015           |
| Podoscypha ravenelii          | (Berk. & M.A. Curtis) Pat.      | 1900           |
| Podoscypha replicata          | (Lloyd) D.A. Reid               | 1965           |
| Podoscypha sergentiorum       | Maire                           | 1917           |
| Podoscypha simulans           | (D.A. Reid) Sheng H. Wu         | 2003           |
| Podoscypha thozetii           | (Berk.) Boidin                  | 1959           |
| Podoscypha tomentipes         | (Overh.) D.A. Reid              | 1965           |
| Podoscypha ursina             | Boidin & Berthet                | 1960           |
| Podoscypha venustula          | (Speg.) D.A. Reid               | 1965           |
| Podoscypha vespillonea        | (Berk.) Boidin & Lanq.          | 1973           |
| Podoscypha warneckeana        | (Henn.) Ryvarden                | 1997           |
| Podoscypha xanthopus-concinna | (Lloyd) D.A. Reid               | 1975           |
| Podoscypha yunnanensis        | C.L. Zhao                       | 2019           |